# Герб Фігейри-да-Фош
Ге́рб Фіге́йри-да-Фо́ш — офіційний символ міста Фігейра-да-Фош, Португалія. Використовується як територіальний герб. У синьому щиті чорне судно, оправлене золотом, із трьома чорними щоглами і срібними вітрилами. Воно пливе у воді з хвилястих смуг, що перетинають підніжжя щита, — трьох срібних, однієї зеленої і однієї синьої. У главі височіє золоте сонце. У срібній облямівці вісім золотих плодів інжиру (порт. figueira) із зеленим листям. Щит увінчує срібна мурована міська корона з п'ятьма вежами.  Під щитом біла стрічка, на якій великими літерами напис португальською: «cidade de Figueira da Foz» (місто Фігейра-да-Фош).  Офіційно затверджений 4 листопада 1943 року.  

## Галерея

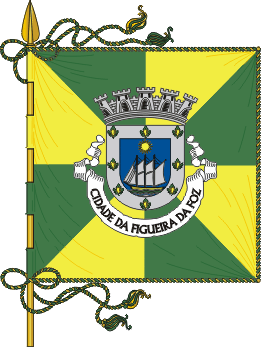
Прапор